# لارنس ۴۹۶۹
سیارک ۴۹۶۹ (به انگلیسی: 4969 Lawrence، نامگذاری:1986TU) چهار هزار و نهصد و شصت و نهمین سیارک کشف شده‌است که در ۴ اکتبر ۱۹۸۶ کشف شد.
قدر مطلق سیارک برابر ۱۲٫۶۰ است.